# Hierapolis
Hierapolis (řecky Ἱεράπολις) je bývalé antické město na kopci s termálními lázněmi Pamukkale na území dnešního Turecka v provincii Denizli. V dávných dobách bylo toto území součástí Frygického království, které bylo v 8. století př. n. l. založeno v západní části Anatolské vysočiny. Od roku 1988 je Hierapolis vedeno v seznamech UNESCO jako významná lokalita Světového dědictví v Evropě.
Město bylo postaveno nad travertinovou terasou Pamukkale nad údolím řeky Lycus s minerálními prameny, mezi městy Sardy a Apameia Kibotos. Toto místo bylo již za antických dob známé díky impozantním bílým terasám, které vznikly usazením minerálů ze zdejších horkých pramenů.
Město prosperovalo díky využití horkých pramenů při barvení vlněných tkanin a také díky vzkvétajícímu obchodu s tkaninami.

## Historie
Spolehlivé poznatky o existenci starověkého města pocházejí z 3. století př. n. l., ačkoli nejisté indicie byly známy již z mnohem dřívějšího období. Původní osídlení tvořily příslušníci řeckého království Frýgie. V roce 17 n. l. bylo město zničeno silným zemětřesením. Později bylo znovu zrekonstruované a rozšířené. 1. a 2. století n. l. bylo obdobím dalšího intenzivního rozvoje města a tehdy vznikly i mnohé stavby, termální lázně, divadla, amfiteátry a chrámy. V 1. století n. l.zde působil svatý Filip, jeden ze 12 apoštolů Ježíše Krista Nazaretského. Ačkoli mnohé budovy odolaly později i bojům během války mezi Turky a Byzantskou říší, město bylo zcela zničeno během druhého velkého zemětřesení v roce 1334.

## Prvokřesťanský biskup Papias
V Hierapoli působil i prvokřesťanský biskup Papias (někdy v počeštěném tvaru Papiáš, žil přibližně v letech 65–140 n. l.).
Informace o jeho životě i jeho dílo "Zprávy o výrocích Pána" (Logión kyriakón exegéseis) se ztratily, ale zachovaly se jeho stručné citáty u Irenea z Lyonu († 202) a u Eusebia, které jako nejstarší svědectví o evangeliích mají velký význam.
Ireneus (Adv. haer. 5,33,4) se o Papiovi vyjadřuje jako o "starším" (presbyteros) uvádí o něm, že byl posluchačem apoštola Jana a přítel Polykarpa ze Smyrny († kolem r. 160).
Eusebius, který ve svých Církevních dějinách věnuje Papiovi 39. kapitolu 3. knihy, koriguje Ireneův omyl a ukazuje, že nešlo o apoštola Jana, ale o jiného Jana - kněze, který sbíral osobní svědectví starších o Ježíšově životě. Kritizuje také některé Papiovy názory, především chiliasmus.

## Pozoruhodnosti
- Divadlo z dob císaře Hadriána
- Agora
- Nymphaeum
- Městská brána
- Hlavní ulice
- Chrámy
- Římské lázně
- Pohřebiště

## Galerie

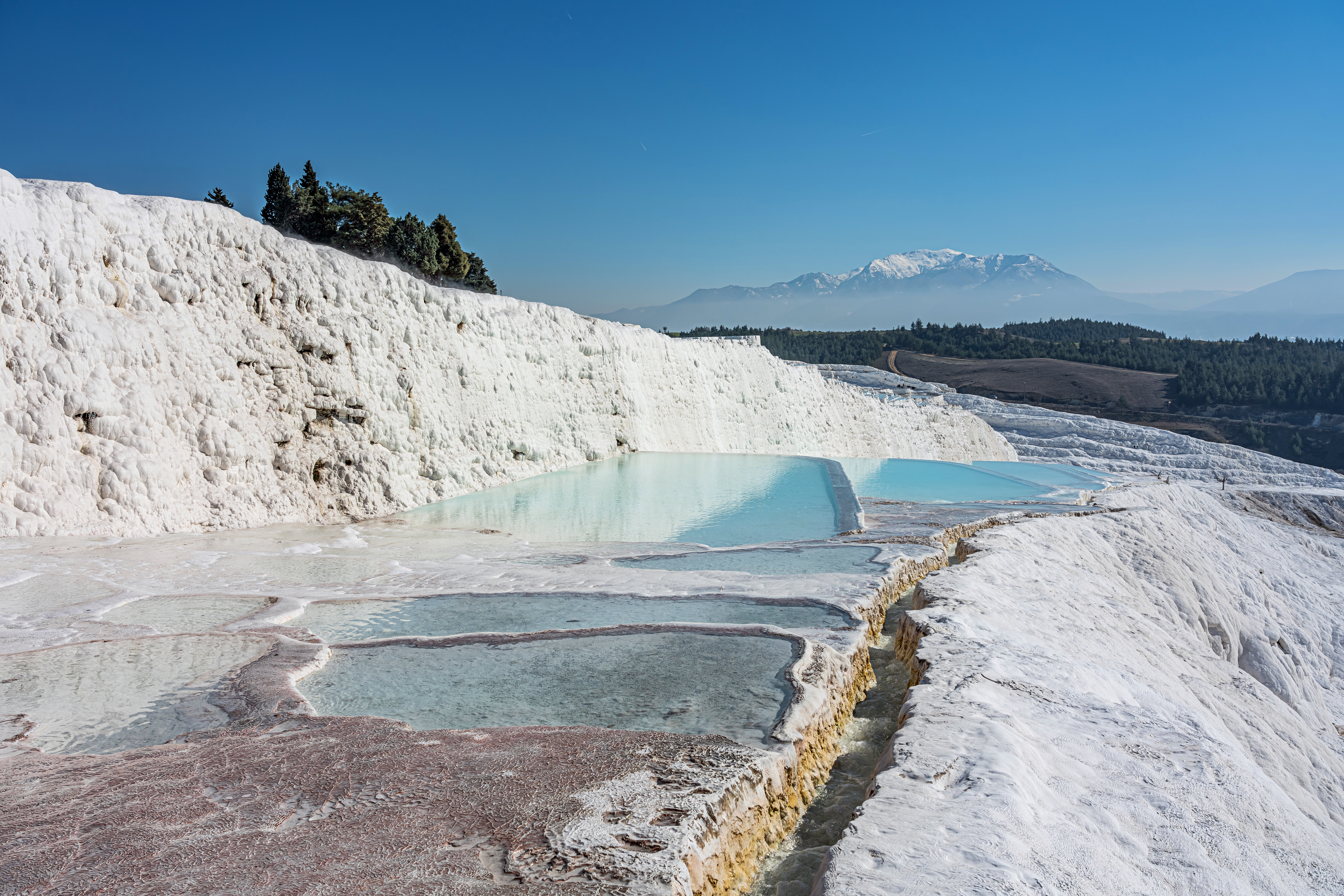
Pamukkale z dálky
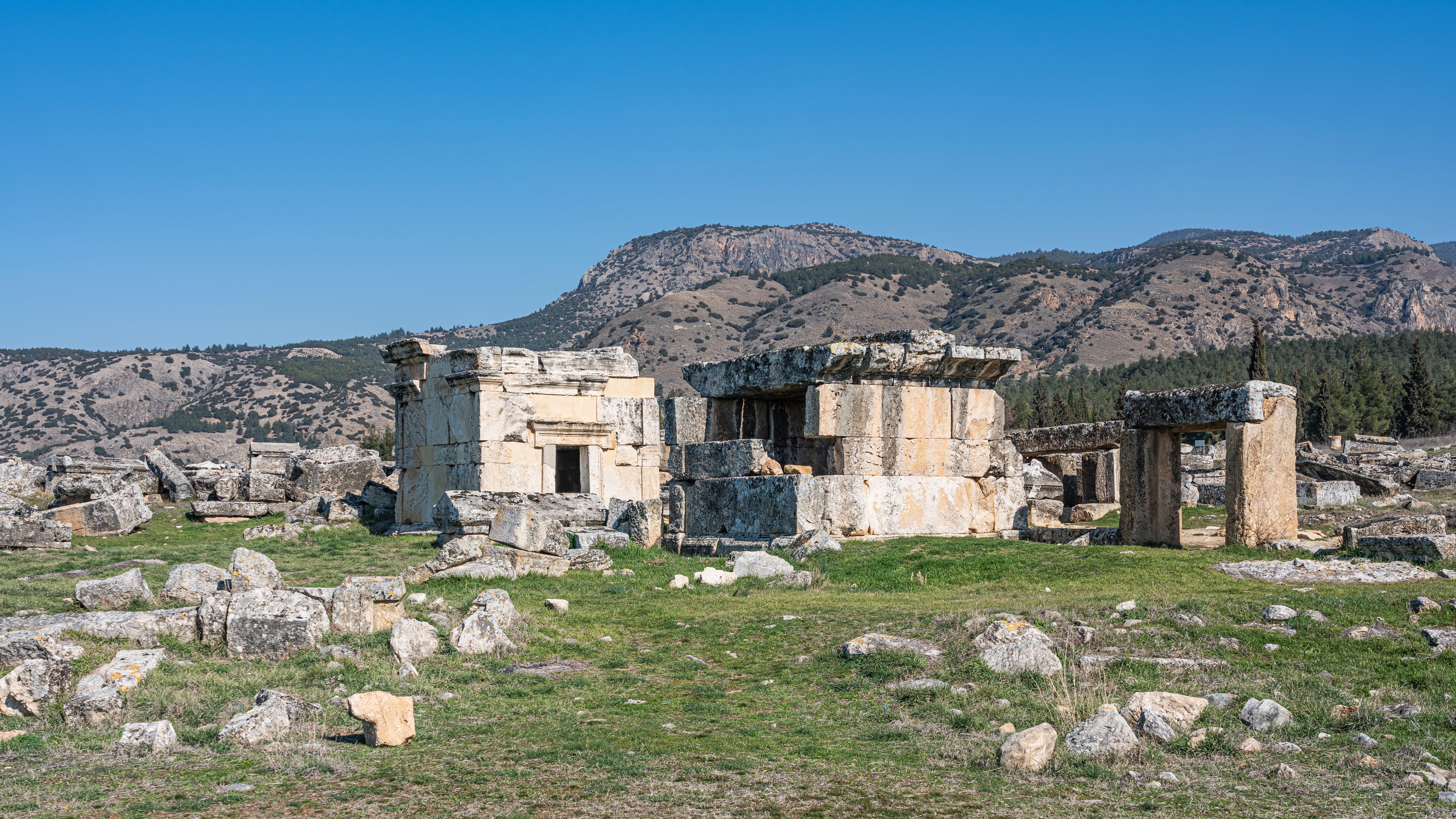
Nekropole
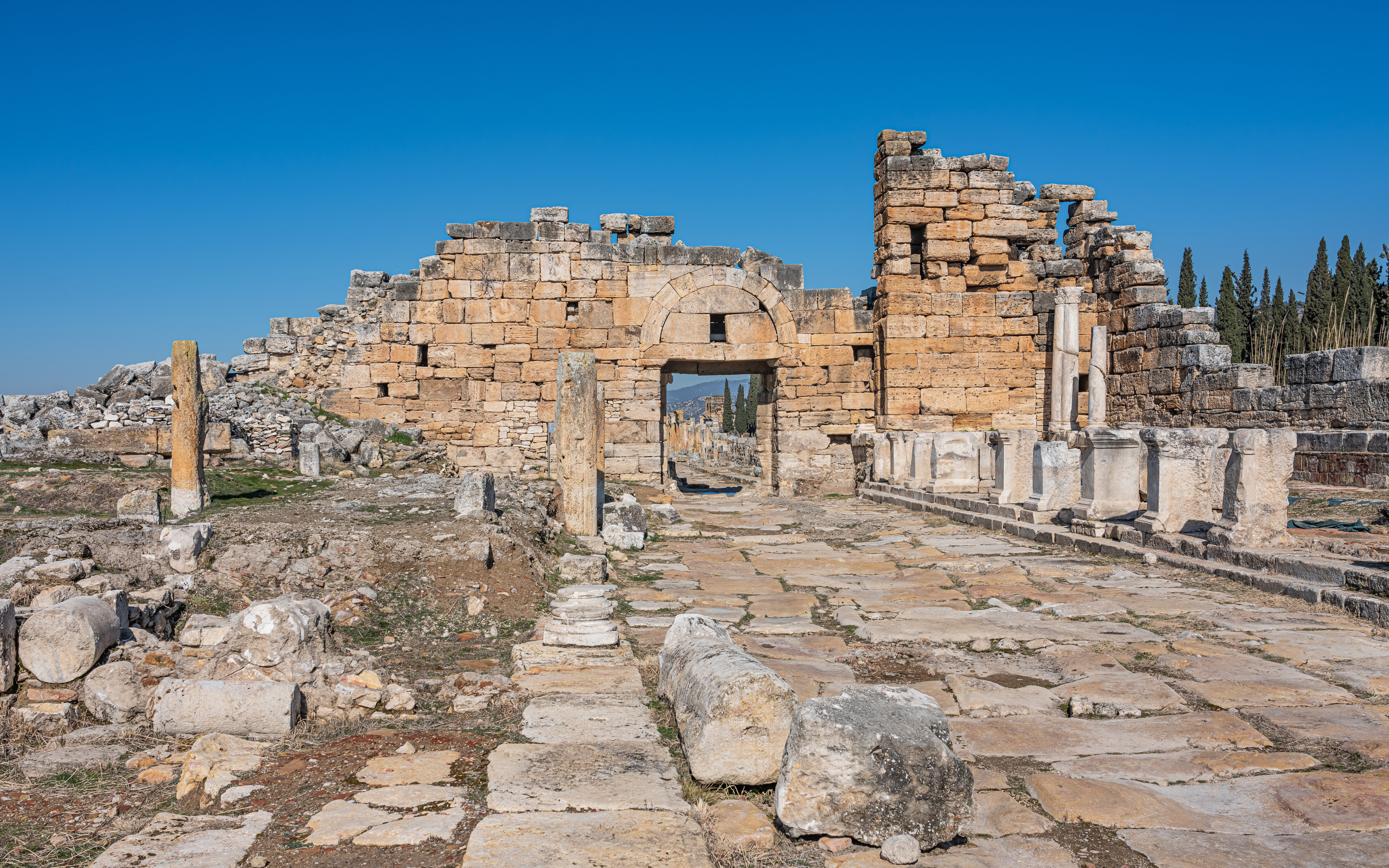
Brána města
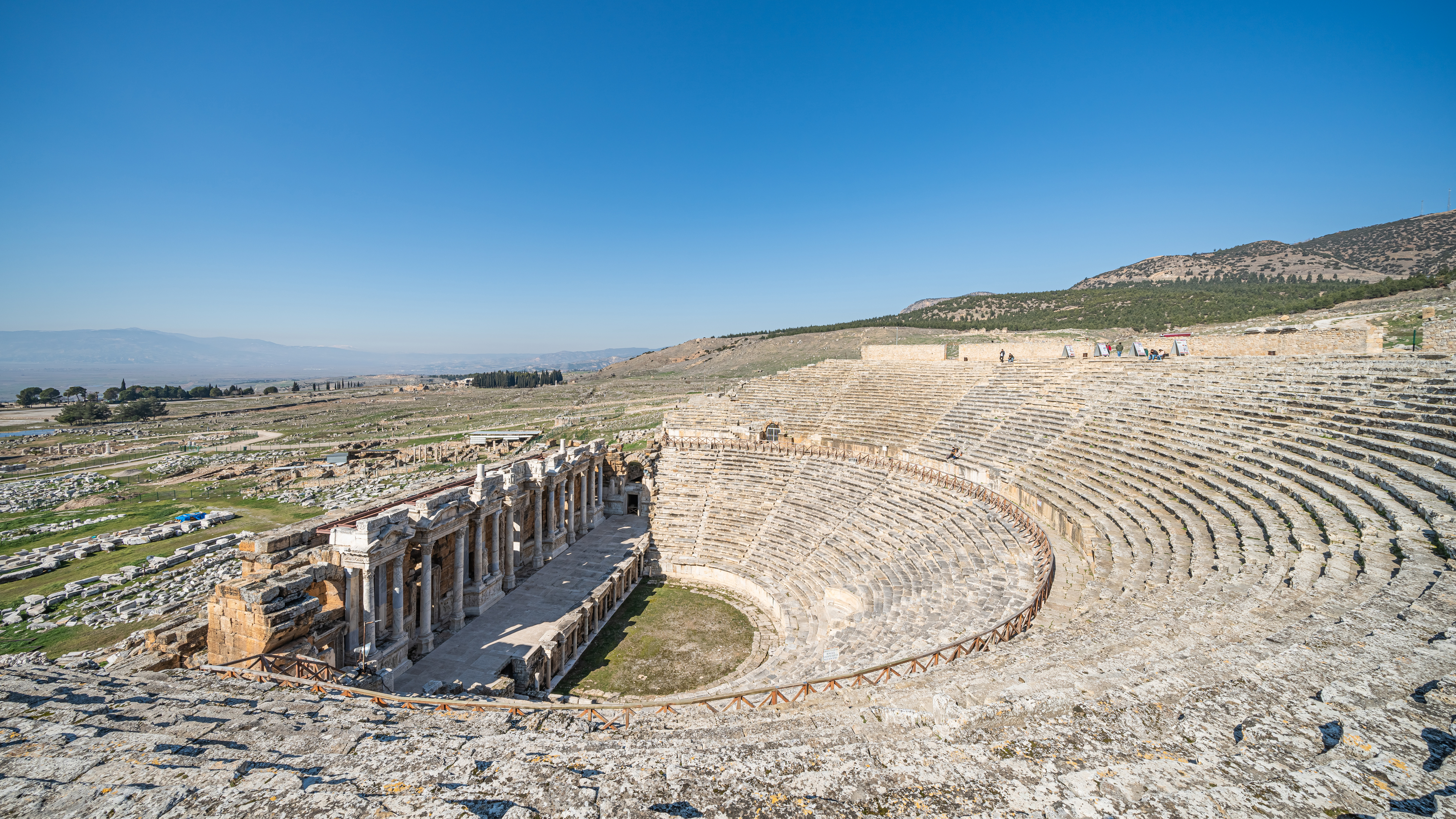
Divadlo v Hierapolis